# Nowe Kozłowo
Nowe Kozłowo – wieś w Polsce położona w województwie mazowieckim, w powiecie wyszkowskim, w gminie Somianka. Ma status sołectwa.
W latach 1975–1998 miejscowość administracyjnie należała do województwa ostrołęckiego.
Wierni Kościoła rzymskokatolickiego należą do parafii św. Izydora w Woli Mystkowskiej.

## Historia
Pierwsze wzmianki o Kozłowie pochodzą z 1477 roku. Z 1578 roku pochodzi wzmianka o miejscowości Kozlowo Mislkowiecz, która była własnością Walentego Pagewskiego. Właścicielami Kozłowa następnie były rody Mostowskich herbu Dołęga oraz Falińskich z Falenicy. W 1758 roku dobra Mostowskich zostały sprzedane Stefanowi Madalińskiemu herbu Laryssa. W 1827 roku Kozłowo liczyło 15 domów i 102 mieszkańców.
Na przełomie XIX i XX wieku Kozłowo zostało podzielone na działki i sprzedane chłopom, tworząc Kozłowo Nowe (Kozłowo B). W 1921 roku Stare Kozłowo (Kozłowo A) było częścią gminy Somianka. Zamieszkiwało go wówczas 261 osób w 43 domach, podczas gdy w Nowym Kozłowie było 19 domów zamieszkiwanych przez 117 mieszkańców.